# 加拿大印钞有限公司

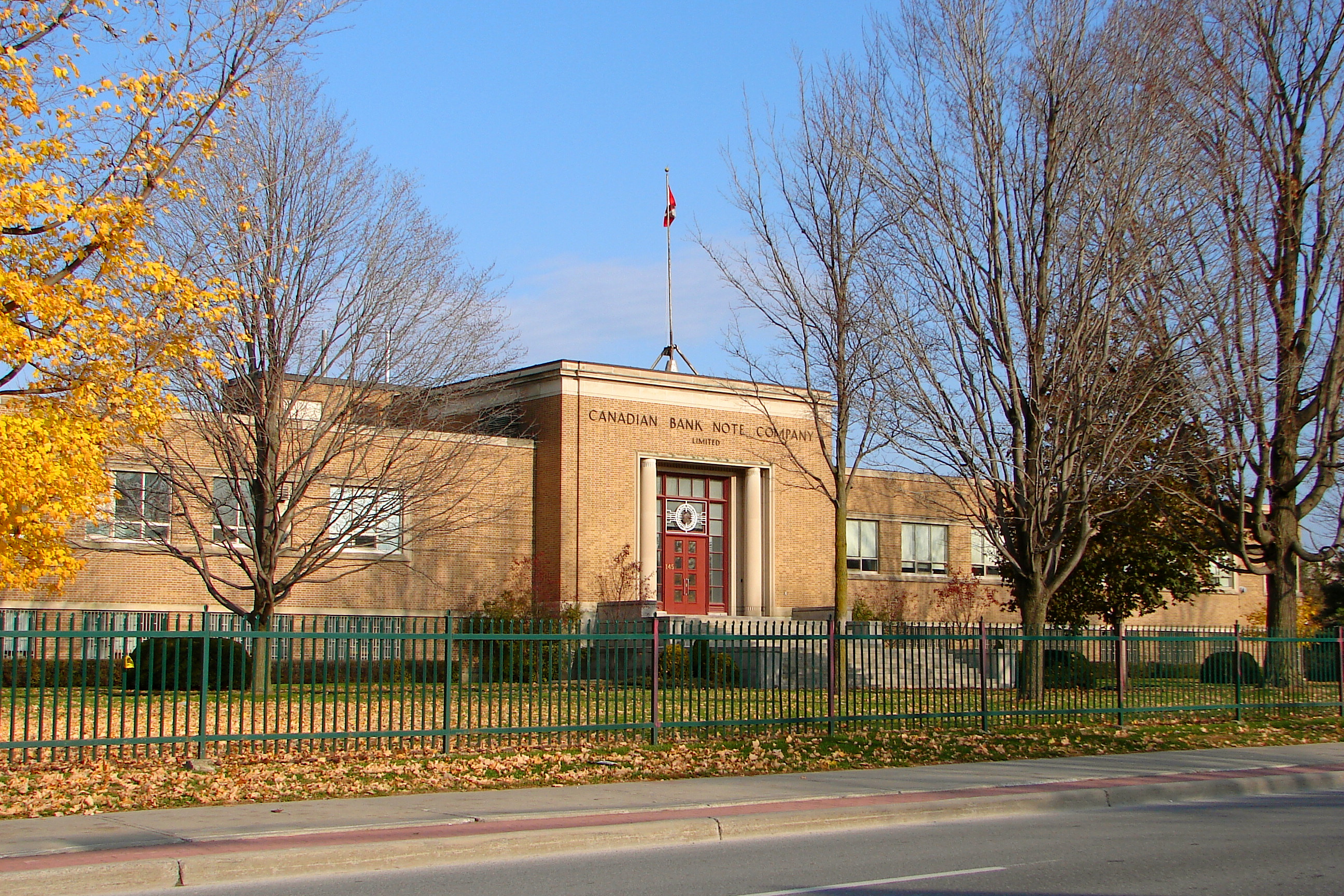
加拿大印钞公司位于渥太华韦斯特博罗的总部

加拿大印钞有限公司是一家加拿大的防伪印刷公司。它是众所周知的为加拿大中央银行提供加拿大流通钞票的两家私人公司之一。该公司的其他客户包括来自世界各地的民营企业、国家政府和次国家政府、中央银行和邮政部门。除钞票以外，公司还制作护照、驾驶执照、出生证明、邮票、优惠券和许多其他的防伪产品。 它也发布与提供可以用于身份证、彩票、邮票和纸币的文件读取系统。
从1897年到1923年，加拿大印钞公司一直都是总部位于纽约的美国钞票公司的一个单位。公司总部设在安大略省的渥太华。在 2006年10月，当纳利公司完成了对加拿大印钞有限公司财经印刷业务的收购，包括首次公开募股的文件。
近几个月来，加拿大印钞有限公司还成为用于加勒比共同体国家的可机读护照的主要提供者。人们所说的新加共体护照主要用于增进在加共体单一市场经济 (CSME)区内旅行便利性。

## 画廊
以下均为加拿大印钞有限公司的产品：

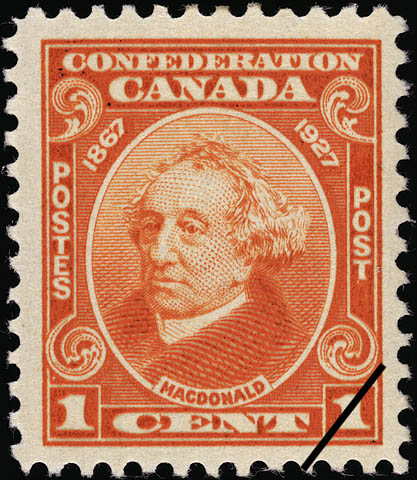
1927年加拿大麦克唐纳像1分邮票
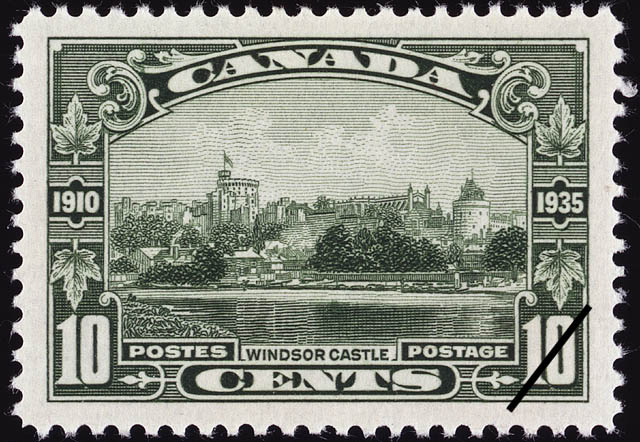
1935年加拿大温莎城堡10分邮票
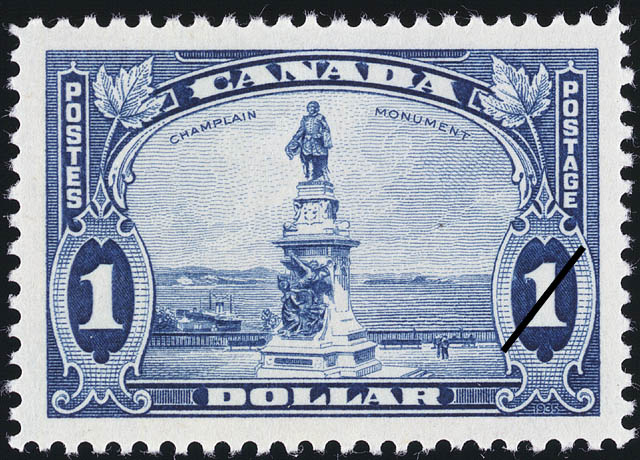
1935年加拿大萨缪尔·德·尚普兰1元邮票
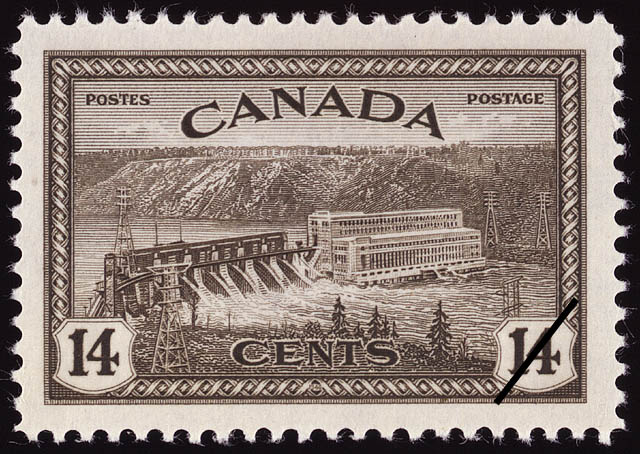
1946年加拿大水电邮票
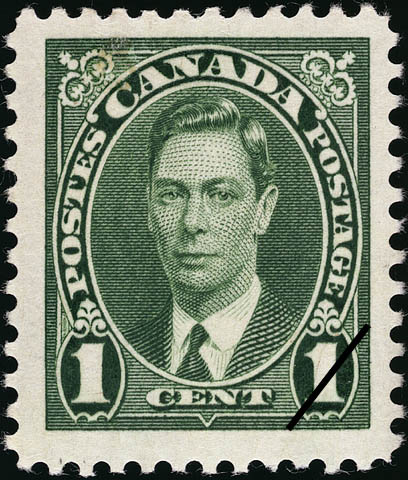
1937年加拿大乔治六世邮票
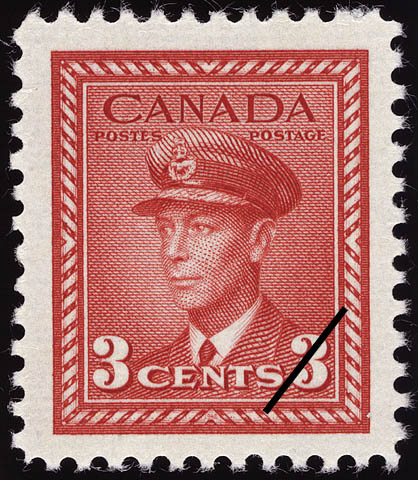
1942年加拿大乔治六世邮票
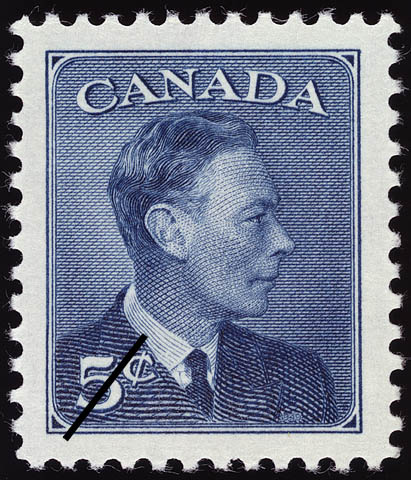
1950 年加拿大乔治六世邮票
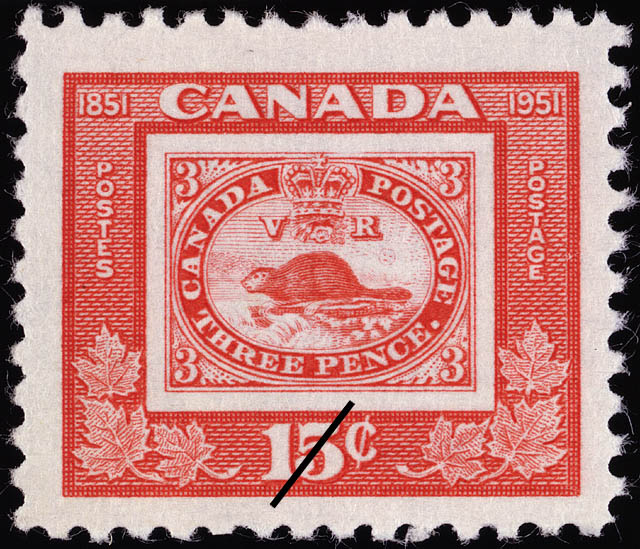
1951年加拿大海狸邮票
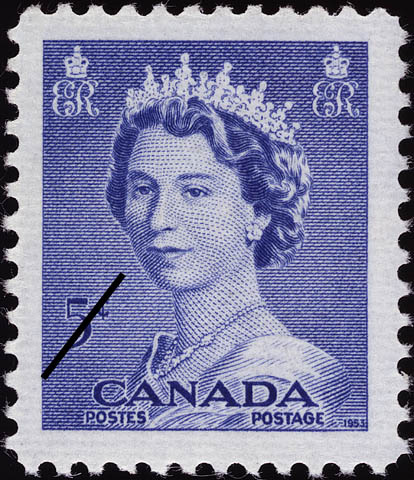
加拿大伊丽莎白二世卡什5分邮票
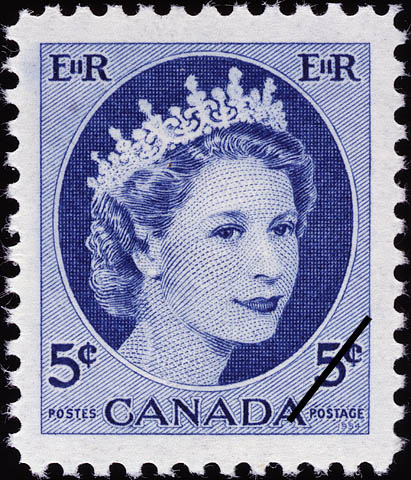
加拿大伊丽莎白二世威尔丁5分邮票
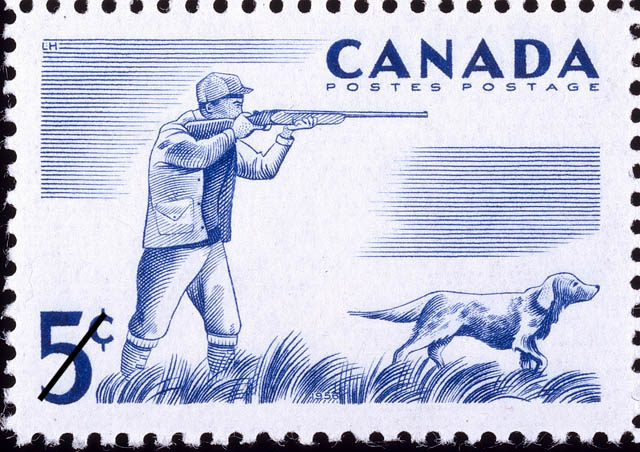
1957 年加拿大狩猎图邮票